# سیارک ۳۵۷۳
سیارک ۳۵۷۳ (به انگلیسی: 3573 Holmberg، نامگذاری:1982QO1) سه هزار و پانصد و هفتاد و سومین سیارک کشف شده‌است که در ۱۶ اوت ۱۹۸۲ کشف شد.
قدر مطلق سیارک برابر ۱۲٫۷۰ است.